# Emiraat Nadjd en Hasa

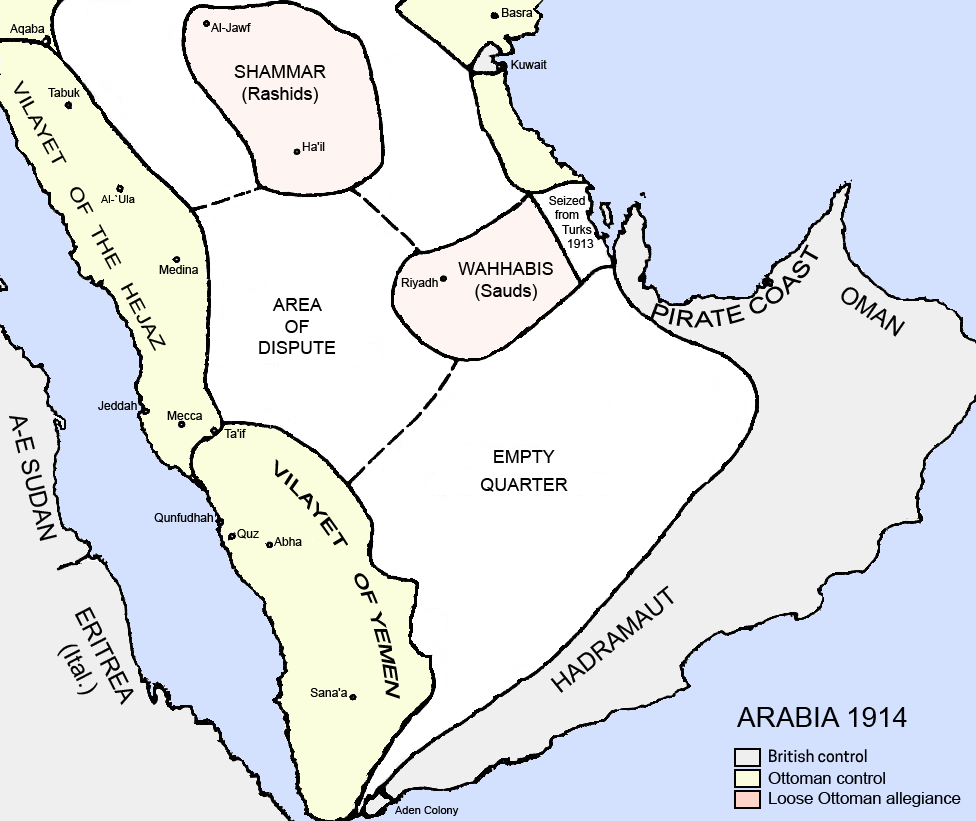
Het Arabisch schiereiland in 1914

Het emiraat Nadjd en Hasa (Arabisch: إمارة نجد والأحساء), ook wel het emiraat Riyad genoemd, was de Derde Saoedische Staat, bestaande van 1902 tot 1921. 
Het emiraat vindt zijn oorsprong in het emiraat Nadjd van de Saoed-dynastie (de Tweede Saoedische Staat), dat in 1891 in de Slag bij Mulayda was veroverd door het emiraat Hail van de rivaliserende Rasjid-dynastie. 

In de Slag bij Riyad van 1902 wisten de Saoedi's het emiraat Nadjd weer in handen te krijgen en werd de Derde Saoedische Staat gesticht. Nadat in 1921 het emiraat Hail geheel was veroverd op de Rasjiden, werd het sultanaat Nadjd (de Vierde Saoedische Staat) gesticht. 